# Jens Giødwad
Jens Finsteen Giødwad (19. juli 1811 i Aalborg – 11. maj 1891 i København) var en dansk journalist og avisredaktør.

## Opvækst og uddannelse
Giødwad var søn af købmand Anders Giødwad, blev født i Aalborg, dimitteredes fra sin fødebys skole 1828 og tog juridisk embedseksamen 1832. En kort tid havde han fuldmagt for advokat Otto Carl Blechingberg, men det varede ikke længe, før politikken drog ham bort fra juridisk virksomhed.
Julirevolutionen havde vakt levende begejstring også blandt de unge her hjemme, og Giødwad blev snart grebet af de nye frihedsideer. I Astræa, et juridisk selskab, gjorde han nærmere bekendtskab med den 1 år ældre Orla Lehmann, og trods de store forskelligheder imellem de to karakterer dannede der sig imellem dem et personligt venskab, som bestod alle de senere omvekslingers prøve.

## KjøbenhavnspostenogFædrelandet
I 1834 indtrådte de begge som politiske medarbejdere i Kjøbenhavnsposten, hidtil under A.P. Liunges ledelse væsentlig et æstetisk og litterært organ; det er så at sige den danske politiske presses fødselsår, thi samtidig udkom Joakim Frederik Schouw Dansk Ugeskrift og C.N. Davids ugeblad Fædrelandet. I 2 år fra 1. april 1837 var Giødwad ansvarlig redaktør af Kjøbenhavnsposten og som sådan genstand for mange pressesager.
I efteråret 1839 havde David i forening med Balthazar Christensen, Orla Lehmann, Abraham Wessely og Giødwad lagt planen til at gøre Fædrelandet til et dagblad, der skulle begynde at udkomme fra nytår 1840, men Frederik 6.s død 3. december fremskyndede planen, og Fædrelandet udkom i sin nye skikkelse få dage efter.
Når Giødwad ikke findes blandt de første udgivere, var grunden alene den, at han på dette tidspunkt opholdt sig i Paris, vistnok hans eneste udenlandsrejse. Straks efter sin hjemkomst indtrådte han i redaktionen og blev snart ikke blot bladets forretningsfører, men dets ledende og styrende ånd. En produktiv forfatter var han ikke, men desto bedre forstod han at sætte andre i arbejde, at give dem ideer og at sørge for, at konflikterne med censor og kancelliet blev, om ikke helt undgåede, så dog ikke flere end absolut nødvendigt. Manglede der stof til et nummer, hvad der med det den gang snævert begrænsede område for de ikke-privilegerede blade let kunne hænde, forstod Giødwad at inspirere den med mund og pen altid lige sprudlende Orla Lehmann, og når denne havde fået dampen op, var der snart skrevet en gnistrende artikel, som det såa blev Giødwads sag at beskære for de alt for dristige vendinger.
Da Carl Ploug i maj 1841 indtrådte i redaktionen, blev det denne, som overtog de ledende artikler, men også på ham udøvede Giødwad ved sin sunde sans, sin sikre dømmekraft og sin på mange områder store kundskabsfylde en væsentlig indflydelse, så at han har haft sin store betydning for den politiske retning i Fædrelandet. I kontoret, navnlig mens dette var på Købmagergade lige ved Postgården, samledes daglig en lille kreds af betydelige mænd, som her holdt en slags klub og drøftede dagens spørgsmål, mens Giødwad halvt gnaven og halvt velvillig besørgede korrektur og regnskabsvæsen. I denne stille, lidet kendte og uden for de indviedes kreds lidet påskønnede virksomhed holdt Giødwad utrættelig ud, indtil i vinteren 1868 svagheden af hans syn gik over til fuldstændig blindhed; selv efter dette tidspunkt var han dog på en vis måde knyttet til bladet, indtil dette i 1881 gik over til en helt ny redaktion for kort efter at ophøre.

## Sidste år
Blindheden svækkede ikke Giødwads levende interesse for det politiske liv over hele verden og særlig for alle statistiske data. Han var ugift, men i forskellige familiekredse vedblev han at være en kær gæst, og hans venner, der rigtignok bleve færre og færre, gjorde sig en glæde af at følge ham på hans spadsereture, at læse de fremmede blade for ham og disputere med ham, thi jo mere hårdnakket han var i en gang fattede meninger, desto større pris satte han paa at forsvare dem over for andre; i Athenæum kom han til det sidste daglig. Den store skikkelse med de svære ansigtstræk og de udslukkede øjne gjorde et ejendommeligt indtryk, og dette forstærkedes ved hans dragt, der ufravigelig og til enhver tid af dagen var sort kjole og hvidt halstørklæde.
De herskende karaktertræk hos Giødwad var en usvigelig hæderlighed, uegennyttighed, beskedenhed, fast vilje, men også en vis ubevægelighed og stædighed, der ikke let kunne tilegne sig en fremmed tankegang. Han døde, næsten 80 år gammel, 11. maj 1891.
Han er begravet på Assistens Kirkegård. Han er portrætteret (som tilhører) på Constantin Hansens maleri af Den grundlovgivende Rigsforsamling (1860-64, Frederiksborgmuseet). En tegning
af samme kunstner er i privateje.